# 第162哈普拉达师
第162哈普拉達師（希伯來語：‎）是以色列國防軍轄下的師，隸屬於南方司令部。
該師曾在亞伯拉罕·亞當 (Abraham Adan) 領導下的 1973 年西奈贖罪日戰爭中發揮了關鍵作用。在2006年黎巴嫩戰爭期間，該師參與了7至8月在黎巴嫩南部西區和賓特朱拜勒北部與真主黨的戰鬥，隨後更佔領了具有戰略意義的利塔尼河，把真主黨控制的黎巴嫩與黎巴嫩中部分開。 直到9月27日，該師一直活躍於與真主黨的小規模衝突。

## 部隊編制

第162哈普拉達師組織圖

- 第162哈普拉達師
  -  第5步兵旅 (預備)
  -  第84吉瓦提步兵旅
  -  第401裝甲旅
  -  第933納哈爾旅
  -  第215砲兵旅
  -  師運輸旅
    - 維修及技術營
      - 維修A連
      - 維修B連
      - 援助連

    - 調度連
    - 彈藥連
    - 醫療連
    - 2x 補給排
    - 3x 控制小隊

  -  師通訊營